# جمهورية الريف
35°12′N 3°55′W / 35.200°N 3.917°W

جمهورية الريف هي منطقة كانت في شمال المغرب. وهي المنطقة الشمالية للمغرب المطلة على البحر الأبيض المتوسط. تحد شرقا بواد ملوية إلى كاب سبارطيل غربا بطنجة على تخوم المحيط الاطلسي. وتحد شمالا بالبحر الأبيض المتوسط إلى واد ورغة جنوبا. من أهم أقاليمها الحسيمة والناظور وزايو وشفشاون وتطوان والعرائش والدريوش. وهي حاليا تسمى الريف المغربي تأسست قديما في 18 سبتمبر 1921 عندما كان المغرب يعاني من الاستعمار الفرنسي والإسباني ودامت خمس سنوات فقط، تزعمها في تلك الفترة محمد عبد الكريم الخطابي وكانت مدينة أجدير مركزا لها، حُلَّت في 27 مايو 1926م.

## الحرب التحريرية الثانية
قبل وفاة عبد الكريم الخطابي الأب دعا ابنيه مولاي محند  وأخاه محمد وقال لهما:«إذا لم تستطيعا الدفاع عن استقلال الريف وحقوقه فغادراه إلى مكان غيره» .
في منتصف أبريل من سنة 1921 توجهت قبائل آيت ورياغل وآيت تمسمان وآيت إبقوين وآيت توزين إلى جبل قاما ـ «أذرار ن رقمث» ـ لعقد الاجتماع حول الأوضاع التي كانت تعرفها المنطقة الريفية. وبعد نقاشات وجدالات كثيرة دامت حتى بداية شهر ماي من نفس السنة استطاع مولاي محند أن يوحد القبائل الريفية ويضع حدا للصراعات التي كانت تمزق المجتمع الريفي، ويقضي على ظاهرة الثأر بين القبائل، فتعاهدت هذه الأخيرة على توحيد صفوفها والدفاع عن أرضها. لتنطلق بعد ذلك شرارة الكفاح المسلح وبداية الحرب التحريرية الثانية التي بدأت مباشرة في فاتح يونيو 1921 مع معركة «دهار أبران» الذي كان مركزا استراتيجيا للمعسكر الإسباني. وبعد معركة قوية بين الثوار الريفيين الذين لم يكن يتعدى عددهم 300 رجل تمكنوا من هزم الإسبان، حيث سقط 400 رجل من القوات الإسبانية وغنم الريفيون الكثير من البنادق والمدافع. وبعد هذا النصر تقاطرت القبائل الريفية الأخرى تعرض تأييدها لمولاي محند أميرا عليها.
في 17 يوليو 1921 تكرر نفس السيناريو وانتصر الريفيون في «إغريبن». ثم بعد ذلك، وبالضبط يوم 21 يوليو 1921 نشبت معركة أخرى والمعروفة بـ«ملحمة أنوال» ـ «ذنواتشت» ـ وكانت القوات الإسبانية محتشدة بأكثر من 24,000 مقاتل مقابل 5,000 جندي ريفي. وبعد معركة دامت حتى غاية 26 منه، تمكن الريفيون من هزيمة الجيوش الإسبانية وكانت حصيلة الإسبان أكثر من 15 ألف قتيل و570 أسير بالإضافة إلى مقتل قائدهم الجنرال سلفستر. غنم الريفيون من تلك المعركة 500 مدفع من مختلف الصناعات و30,000 بندقية و1,000,000 خرطوشة وسيارات وشاحنات ومواد أخرى، بالإضافة إلى استرجاع 130 موقعا من المواقع التي احتلتها إسبانيا. بعد الانتصار العظيم الذي حققته المقاومة الريفية في ملحمة أنوال، أصبح الريف يتوفر على جيش كبير ومعدات كثيرة، الشيء الذي أدى بمولاي محند إلى التفكير في تأسيس كيان مستقل، حتى تنجح القضية الريفية.
كان محمد بن عبد الكريم الخطابي على اتصال بكل المغاربة المقاومين، وكان عضوا فاعلا في لجنة القاهرة لمساندة المقاومة المغربية ككل، ولما وصل لمشارف فاس، لم يشأ أن يدخل المدينة بجيوشها.

## قيام الجمهورية

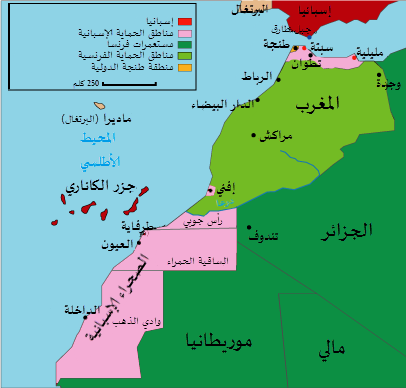
الحماية الثلاثية على المغرب (1912 - 1956)

دعا مولاي محمد السكان والقبائل إلى اجتماع عام في معسكره، فلبت القبائل النداء، وعُقد مؤتمر شعبي مُثّلت فيه جميع القبائل، فاتفق الجميع على الدفاع عن أرض الريف، وتأسيس نظام سياسي، فتم تشكيل مجلس شورى عام عرف بالجمعية الوطنية، وكان دور المجلس هو تنظيم المقاومة الوطنية، وإدارة شؤون البلاد. واتخذ أول قراره وهو إعلان استقلال الريف، وتأسيس حكومة دستورية جمهورية. وكانت من العناصر الشابة  ويرأسها مولاي محند  زعيم الثورة. وتم وضع دستور للجمهورية حسب بعض الرويات غير المضبوطة مبدؤه سلطة الشعب، ونص الدستور على تشكيل وزارات، وجعل السلطة التشريعية والسلطة التنفيذية في يد الجمعية الوطنية التي يرأسها الأمير مولاي محند، ونص على أن رجال الحكومة مسؤولون أمام رئيس الجمهورية، والرئيس مسؤول أمام الجمعية الوطنية، واختارت الجمعية هذه القاعدة في دستورها وفقا لتقاليد المغرب ومنطقة الريف وعاداته المعروفة محليا بـ«إزرفان».
أما فيما يتعلق بالوزارات فقد نص الدستور على تشكيل أربعة مناصب وهي مستشار رئيس الجمهورية، وهو يقوم مقام رئيس الوزارة، ووزير الخارجية، ووزير المالية، ووزير التجارة. أما بقية الأعمال الأخرى كالحربية فقد جعلها الدستور من اختصاص رئيس الجمهورية.
وضعت الجمعية الوطنية ميثاقا قوميا يكون المثل الأعلى للشعب، وقد أعلنتها حكومة مولاي محند كما يلي:
1. : عدم الاعتراف بالحماية الفرنسية [14]
2. : جلاء الإسبان عن جميع الأراضي الريفية
3. : الاعتراف بالاستقلال التام للدولة الريفية
4. : تشكيل حكومة جمهورية دستورية
5. : أن تدفع إسبانيا تعويضات للريفيين عن الخسائر التي ألحقت بهم جراء الاحتلال
6. : إقامة علاقات طيبة مع جميع الدول، وعقد معهم عقود تجارية.

كما اختارت الجمهورية علما لدولتها وهو علم أحمر في وسطه نجمة خضراء ضمن هلال أخضر في معين أبيض، نص الدستور على جعل أجدير العاصمة السياسية لجمهورية الريف. وهي الجمهورية المغربية الوحيدة التي تأسست في العصر الحديث.

عملة ورقية مقدارها واحد ريفان، صكها مهرب السلاح الإنجليزي تشارلز گاردينر.
عملة ورقية مقدارها خمسة ريفان.
علم ريفي

## الإصلاحات

### الجيش الشعبي الريفي
أسس الأمير الخطابي جيشا نظاميا له قواده ومقاتلوه من الفرسان والمشاة والمدفعية، حيث كان على رأس كل مائة من المشاة قائد يدعى قائد المائة وعلى كل خمسة وعشرين فردا قائد ويدعى الخمسة والعشرين، وعلى رأس كل عشرة قائد يدعى قائد العشرة، فكانوا يتحركون حسب أوامر القيادة العامة. كما أقر الأمير الخطابي التجنيد العام بحيث أصبح كل رجل في الريف مكلفا بالدفاع عن بلاد الريف، كان عدد سكان الريف في تلك الفترة حوالي 1.000.000 نسمة. حتى وصل عدد الجيش إلى 130,000 مقاتل. وكان لباسهم موحدا، يلبسون عمامة زرقاء وجلبابا قصيرا ويحملون «زعبولة»، وهي محفظة صغيرة يودعون فيها الرصاص أثناء خروجهم إلى الجبهة. كما كانت لهم مدافع وطائرات لم تتحرك لأسباب عدة  وأسلحة كثيرة بعضها اشتروها  والأخرى غنموها من الإسبان.

### الجمعية الوطنية الريفية (البرلمان)
بعد انتصار انوال، استدعى محمد بن عبد الكريم مجلسا مكونا من ممثلي القبائل، وتضمن جدول أعمال المجلس مناقشته الوضعية العامة، ووضع دستور بمثابة قاعدة تشريعية وكموجه للعمل السياسي، وكان أول قرار اتخذه الاجتماع هو إنشاء مجلس عام يحمل اسم الجمعية الوطنية، يتكون من ممثلي الجماعات والقبائل والشيوخ والقواد ويعتبر أعلى سلطة. واتفق على تحديد يوم 15 محرم 1340 هـ / موافق / 18 سبتمبر 1921 يوما للاستقلال. وكانت الجمعية الوطنية بمثابة مجلس النواب، وهو ما سيجعلها تمثيلية فعلا. وعن هذه الجمعية يقول علال الفاسي:
" تشكل هذا المجلس العام باسم ((الجمعية الوطنية)) من جماعات وقبائل والأهلين والمشايخ والقواد،
طبقا للعادة المتبعة في المغرب الأقصى.وكانت هذه الجمعية هي التي تمثل ارادة الشعب وتتولى تنظيم
الكفاح وإدارة البلاد...واول قرار اتخذته هو إعلان الاستقلال الوطني وتأسيس حكومة دستورية
جمهورية يرأسها محمد بن عبد الكريم بصفته زعيم الحرب التحريرية.وكان ذلك يوم 15 محرم
سنة 1340 هجرية ثم والت الجمعية عقد اجتماعها فوضعت للبلاد دستورا مبدؤه سلطة الشعب...
بقلم علال الفاسي في كتابه الحركات الاستقلالية في المغرب العربي."
كما عملت الجمعية الوطنية على تنظيم الإدارة المدنية والقضاء على الفتن والثورات التي كانت منتشرة في طول البلاد وعرضها. وقامت ببناء الاقتصاد فنظمت مالية البلاد ونظمت التجارة والصناعة والزراعة.. وأصلحت الإدارة وشجعت التعليم. وأنشئت المستشفيات ومدت الجمهورية بأسلاك الهاتف وشقت الطرق... وغيرها من الإصلاحات الهامة. كما كانت للجمهورية الريفية سفينة تجارية مسلحة يرفرف فوقها العلم الريفي، وشاركت في بعض المعارك، وقامت بمراقبة السواحل الريفية.

### دستور الجمهورية
بعد الانتصار في معركة أنوال، أعلن المجلس الوطني الريفي المؤلف من ممثلي القبائل الريفية، استقلال جمهورية الريف وقرر صياغة دستور مكتوب. كان الأمير بن عبد الكريم على مايشهد به البغدادي قد املى على هذا الأخير مشروع دستور يشتمل على 40 مادة.
من أقوال الأمير بن عبد الكريم الخطابي في هذا الصدد:
...
| جمهورية الريف | ولكن لا حرية دون دستور. ليس هناك من دستور إلا الدستور الوطني الذي تضعه الأمة بنفسها ولنفسها. [...] إن الدستور الشرعي لبلد مالا يمكن أن تصيغه إلا لجنة أو هيئة منتخبة تمثل مختلف الطبقات الشعبية تمثيلا صادقا وأصيلا | جمهورية الريف |

## السياسة والدبلوماسية
بعث الأمير محمد بن عبد الكريم خطابا لـ عصبة الأمم يقول فيه:
| جمهورية الريف | إن الحقوق التاريخية المكتسبة التي يدعيها الإسبان في الريف، لن تتفق ورغبة أبناء البلد في عدم الرضى بحكمهم.فإذا كان يصح أن ينظر إلى الأمر الأول بعين الاهتمام، فإن النظر إلى الثاني لايجب أن يقل عنه أهمية وخطورة. | جمهورية الريف |

وفي تصريح آخر لمجلة باريزية قال الوفد
| جمهورية الريف | أشهروا علينا الحرب وجردت على الريف حملة عسكرية تتألف من 90 ألف مقاتل كاملة العدة والعدد واتخذت جميع الوسائل العنيفة والمواد المهلكة (..) وقام جيش هذه الأمة بأنواع من الهمجية يتحاشى القلم عن ذكرها (..) خربوا الديار، واغتصبوا الأملاك، واستباحوا النساء، وقاتلوا الرجال، واضطهدوا الدين وهتكوا الأعراض، وساموا الأهالي من صنوف العذاب ألوانا... | جمهورية الريف |

وفي غشت 1923 أذاع مولاي محند منشورا قال فيه:
| جمهورية الريف | إن الريفيين قادرون على حكم بلادهم ومستعدون أن يبرهنوا كما برهن الترك على أنهم يستطيعون بلوغ مراميهم بقوة ساعدهم. إن جمهورية الريف التي أعلنت سنة 1921 ليست معادية للإسبانيين إذا كانوا يعترفون باستقلال الريفيي | جمهورية الريف |

وفي شهر أبريل 1923 أرسل كتابا إلى «مكدونلد» رئيس الوزارة البريطانية هذا نصه:
| جمهورية الريف | تبذل حكومة الريف كل نفيس في هذا الصراع الدموي المؤلم، وتجاهد في سبيل استقلال بلادها الذي يهدده الإسبانيون الظلمة المعتدون على حقوق الإنسان.. إنني أكتب لك باسم الإنسانية المعذبة لتتوسط بيني وبين العدو المعتدي حتى تنتهي هذه الحرب المرعبة التي تفتك بنفوس بريئة. وها أنا أصرح لك بصفتي أمير الريف المعترف به أنني مستعد أن أرسل من قبلي مندوبين في المكان والزمن الذي تحددونه للمفاوضة في شروط الصلح على أساس استقلال إمارة الريف استقلالا تاما وحفظ كرامتها كأمة حرة وإلا فالسيف خير حكم بيني وبينهم والنصر بيد الله يؤتيه من يشاء | جمهورية الريف |

ولما رأى مولاي محند كتابه لم يسفر عن أية نتيجة أرسل إليه الكتاب الثاني قال فيه:
| جمهورية الريف | نعرف أننا قد أتينا بكتابنا هذا لكي نسألكم باسم الإنسانية أن تخابروا الدولة الإسبانية لكي تسحب جنودها من بلادنا الريفية، فإذا فعلت هذا يكون لكم الأجر والثواب بحقن دماء العباد، وإذا أبت فإن السيف بيننا والنصر بيد الله يؤتيه من يشاء | جمهورية الريف |

لكن رئيس الوزارة البريطانية أهمل الكتابين، مما جعل مولاي محند يعول على مخاطبة عصبة الأمم لأجل أن تؤيده على استقلال الريف، وقد حاول أن يصل خطابه بواسطة الحكومة البريطانية، حيث خاطب الوكالة البريطانية في طنجة أكثر من مرة لأجل أن تساعده على وضع القضية الريفية في عصبة الأمم، إلا أن الوكالة رفضت الطلب خوفا من مصالحها مع إسبانيا، وخاصة مصالحها في العراق.

## السلام مقابل الاعتراف بالاستقلال
أما في الجانب الحربي فإن المعارك قد اشتدت بين الريفيين والإسبان،
فمن أشهر المعارك معركة «دهار اوبران» ففي حوزة أمير الريف حوالي 300 مجاهد واغار على الجبل أو التل الذي كان خاضعا لإسبانيا وقد حرره بدون خسائر وقتل معظم الجيش الإسباني الذي كان بالتل ولذلك اشتهر هذا الجبل أو التل وأصبحت له مكانة في نفوس الريفيين 7 يوليو 1923 هجمت القوات الريفية بحوالي 7000 جندي على خط درسة – الشاون، واشتبكت مع القوات الإسبانية التي كانت تعسكر هناك بحوالي 30 ألف مقاتل. وبعد معركة شديدة خسرت القوات الإسبانية حوالي 1000 مقاتل بين قتيل وجريح. بعد ذلك وجه الريفيون قواتهم صوب منطقة ترجيست وهزموا القوات الإسبانية. فما أن علمت الحكومة الإسبانية بتلك الكارثة حتى سارعت إلى عقد مجلس الوزراء، فقررت أن ترسل وفدا إلى جمهورية الريف للمفاوضة في عقد الصلح، وفي شهر يوليو اجتمع الوفدان الإسباني والريفي في تطوان، وبعد مفاوضات عسيرة خرج الجانبان بدون التوصل إلى حل، لأن الوفد الريفي أصر على تطبيق الميثاق القومي السالف الذكر. ومنها الاعتراف باستقلال الريف.
ثم بعد ذلك دارت المخابرات بين سكرتير الوفد الإسباني ووزير خارجية جمهورية الريف. واقترحت إسبانيا ما يلي:
1. : أن تكون المخابرات إما في الجزيرة وإما في المركب كما وقعت المخابرة الأخيرة.
2. : لا يمكن المفاوضة فيما يتعلق باستقلال الريف ولا في شيء بغير ما هو معقود دوليا.
3. : تقع المفاوضات في شأن توسيع دائرة التجارة والصناعة والفلاحة في الريف والإعانات المادية من جانب المخزن والدولة الحامية.
4. : تقع المخابرة أيضا في شأن الضمانات لتملك الأراضي.

فكان جواب حكومة الريف في شخص محمد بن محمد أزرقان وزير الخارجية، وهذه بعض فقرات خطابه:
| جمهورية الريف | إن الحكومة الريفية -التي تأسست على قواعد عصرية وقوانين مدنية- تعتبر مستقلة سياسيا واقتصاديا آملة أن تعيش حرة كما عاشت قرونا وكما تعيش جميع الشعوب، (..) وإننا نعجب أيضا كيف أنكم تجاهلتم أن مصالح إسبانيا نفسها هي مسالمة الريف والاعتراف بحقوقه واستقلاله والمحافظة على علائق الجوار وتمتين عرى الاتحاد مع الشعب الريفي عوضا عن التعدي عليه وإهانته وهضم حقوقه (..) ولا يسعني إلا أن أصرح لكم تصريحا نهائيا أن الريف لا يعدل ولا يغير خطته التي سار عليها الوفد وهو أنه لا يفتح المخابرة في الصلح إلا على أساس اعتراف إسبانيا باستقلال الريف | جمهورية الريف |

وانتهت المخابرة بدون نتيجة لتستمر الحرب مرة أخرى.
وفي شهر سبتمبر 1924 نشب القتال بين الجانبين قرب مركز «تمزغت»، وانتهى بانتصار القوات الريفية، ثم تلتها معركة أخرى في منطقة الشاون وانهزم فيها مرة أخرى الإسبان، وغنم الريفيون 75 سيارة كبيرة والكثير من الذخائر الحربية. واستولوا على المراكز الإسبانية على خط عفريت – آيت عروس. مما أدى إلى زعزعة الحكومة الإسبانية، وبدأت تطلب المفاوضات مرة أخرى في عقد الهدنة، حيث عرض الجنرال «بريمودي ريفيرا» الصلح مع الريف على أن يترك المواقع الداخلية ويكتفي بالموانئ الساحلية، فكان رد الحكومة الريفية في شخص محمد بن محمادي الذي قال «إن الثوار في موقع الغلبة وإسبانيا مغلوبة» فاشترط لعقد الصلح أن تدفع إسبانيا تعويضات مادية وتعترف باستقلال الريف، فرفضت الشروط الريفية، لتندلع الحرب مرة أخرى، ومع فرنسا أيضا.
ففي شهر يوليو 1925 هاجمت قوات مولاي محند  على العساكر الفرنسية على حدود فاس، وخسرت القوات الفرنسية 5725 رجلا، منهم 1006 قتيلا و3711 جريحا و1008 لم يعثر على أثر لهم. ونشبت بعد ذلك معارك طويلة والمعروفة بحرب الأشهر الثلاثة بداية من شهر مارس 1925، وكانت بسبب النزاع عن الحدود بين جمهورية الريف ومنطقة الحماية الفرنسية. وفي تلك الفترة كان الريفيون قد فتحوا جبهتين للقتال، الأولى ضد الإسبان في تطوان والثانية ضد الفرنسيين على مقربة من مدينتي فاس تازة التي كانت محاصرة بحوالي 25 ألف من الجيوش النظامية و50 ألف من قوات رجال القبائل القريبة من المعركة، مما أصبح يهدد الحماية الفرنسية في المغرب.
فاضطر وزير الخارجية الفرنسية إلى طلب المساعدة والموافقة من بريطانيا التحالف الذي سيجمع بين فرنسا وإسبانيا ضد جمهورية الريف مقابل أن تحصل بريطانيا على مصالح في العراق. فنجحت مساعي فرنسا، وعقد الجانبان الفرنسي والإسباني اجتماعهم الأول، وتوصلوا إلى اتفاق يقضي بالتعاون بين بوارج الدولتين على مراقبة السواحل الريفية لمنع الريفيين من شراء الأسلحة عن طريق البحر، ثم بعد ذلك تلاه الاتفاق الثاني يوم 5 يوليوز 1925 الذي نص على فتح المفاوضات مع الحكومة الريفية في مدينة وجدة.
وعقد مؤتمر وجدة بحضور الوفد الريفي، واقترحت إسبانيا وفرنسا شروط الصلح وهي كالتالي:
1. : الضمان لمولاي محند وأهل الريف الحرية التامة في الشؤون الزراعية والاقتصادية تحت سيادة سلطان المغرب (تحت الحماية آنذاك).
2. : تسليم السلاح مع الاحتفاظ بكمية قليلة.

وهذه الشروط لم يقبلها الوفد الريفي، وأصروا على الاعتراف باستقلال الريف، إذا أرادوا السلام، فمني مؤتمر وجدة بالفشل بعد أن طلبوا مولاي محند  مغادرة الريف.

## سقوط الجمهورية
بعد فشل مؤتمر وجدة تشكل تحالف دولي بين إسبانيا وفرنسا، حيث أعلنت الحرب على جمهورية الريف بالإضافة إلى الاستعانة بالجنود المرتزقة  من شمال إفريقيا. وعقد مجلس حربي مشترك بقيادة الجنرال بواشو في القيادة الفرنسية وسان خورخو في القيادة الإسبانية واتفقوا على الهجوم دفعة واحدة على جميع الاتجاهات من جمهورية الريف. وبعد المعارك الكثيرة في شهر أكتوبر الذي كان يصادف فصل الشتاء من سنة 1925 تمكنت القوات الفرنسية من دخول تاونات وبيبان وجبل مسعود وقوات أخرى استولت جبل الناظور وتمكنت من الاتصال بالقوات الإسبانية التي كانت تتقدم من ميضار. وما هي إلا أيام حتى تمكنت قوات أخرى بقيادة الجنرال «إيبوس» من الاستيلاء على ترجيست، وفي 8 شتنبر 1925 تمكنت قوات التحالف من الاستيلاء على العاصمة الريفية «أجدير» بعد الإنزال المكثف على شاطئ الحسيمة. وقد استعملت في هذا الزحف مختلف الأسلحة التي كانت موجودة آنذاك زمن الحرب العالمية الأولى من الغازات السامة «أجاج» ونابل الطائرات والمدافع التي كانت تطلق نيرانها على المراكز الريفية ليلا ونهارا فتحدث الذعر في سكان الريف. وأخذ الاضطراب يستولي على الجيش الريفي وبدأت بعض القبائل تتمرد. وأمام هذا الوضع اضطر مولاي محند إلى تسليم نفسه إلى القوات الفرنسية في ترجيست.

### التنظيم الإقتصادي لجمهورية الريف(1921-1926)
جمهورية الريف هي دولة تأسست رسميا عام 1923 في منطقة الريف شمال المغرب.وقد أرادها زعيمها الثوري محمد بن عبد الكريم الخطابي أن تكون قاعدة صلبة لمواجهة الإحتلال المزدوج الفرنسي والإسباني.ولذلك فقد اهتم بجميع جوانبها السياسية والعسكرية والاجتماعية والاقتصادية. وقد توفرت الدولة على وزارات من بينها وزارة المالية بقيادة عبد السلام الخطابي(عم محمد بن عبد الكريم) ومساعده أحمد بوجبار.بينما كان مقر الوزارة في بلدة "كمون".

### عملة الريفان
قام الخطابي باستحداث عملة ورقية للدولة الوليدة وقد أسماها عملة الريفان. وقد كان هذا المشروع قائما على اتفاق بين حكومة الريف و أحد الشخصيات المالية البريطانية في المغرب على أن يتم إنشاء (بنك لجمهورية الريف) يشرف على ترويج العملة الجديدة ،والتي يتم طباعتها في بنك في انجلترا.في الأوساط الشعبية.لغاية توفير الحكومة ما يكفي من الأصول لطباعة العملة محليا. إلا أن هذا المشروع لم يكتب له الإكتمال فقد رفض سكان البلاد التعامل بهذه العملة التي لم تكن تتوفر على أصول كافية وبذلك فقد خاف السكان أن يكونو بصدد التعامل بأوراق عديمة القيمة.الأمر الذي سبب انهيار في قيمتها. كما تجدر الإشارة أن واحد ريفان كانت تساوي 10 بنس انجليزي.كما كانت قيمتها مساوية لواحد فرنك فرنسي قديم.

### الموارد المالية والنشاطات الإقتصادية
لقد كانت الزراعة هي النشاط الأساسي لسكان الريف وهذا رغم قلة الأراضي الخصبة الصالحة للزراعةوقد كانت أهم المزروعات تنحصر في الحبوب والزيتون والخضر والفواكه(زراعة معاشية)  وهذه هي المواد التي كانت متداولة في الأسواق الريفية. وهي التي كانت الحكومة الريفية تفرض عليها الضرائب سواء على شكل نقود أو محاصيل.وقد اعتمدت جمهورية الريف مصادر أخرى للدخل وهي:
- مداخيل الزكاة والتي كانت تدفع على شكل نقود أو محاصيل زراعية كذلك.الجدير بالذكر أن الحكومة اتبعت سياسة منصوصة في المذهب المالكي وهي سحب الأراضي الزراعية من من يعجز أو يتهاون في زرعها وذلك للمحافظة على الإنتاج.
-الغرامات والتي تفرض على المجرمين بفعل القانون أو على القبائل التي تخرج عن طاعة الدولة مثل قبيلة الأخماس والتي أجبرها الخطابي على دفع 20 ألف بيزيتا سنويا.
- تبرعات السكان والقبائل المختلفة للحكومة الثورية: الأمر الذي كان واجبا مقدسا عند القبائل بصفة الحكومة حكومة ثورية.
فداء الأسرى: حيث كانت حكومة الريف تشترط على الإسبان والفرنسيين دفع مبالغ مالية مقابل إطلاق سراح أسراهم المحتجزين عند الخطابي.وتشير المصادر إلى أن الإسبان دفعوا 4 ملايين بزيتا فداء أسراهم في معركة أنوال.
وقد كانت تلك الأموال تنفق على المرافق العامة(طرق.شبكات هاتف.مدارس).إضافة للمجهود الحربي ضد الفرنسيين والإسبان.